# 钱郁
钱郁（?—?），杭州錢塘（今浙江杭州）人，是五代十國的吳越國國王钱元瓘的孙子，忠献王钱弘佐第二子。
钱郁曾擔任镇东军节度副使、秀州刺史。随叔父钱俶入北宋，为全州知州，官至太保。死后追封西平侯。